# Ievguêni Maksímovitch Primakóv
Ievguêni Maksímovitch Primakóv (em russo:  Евгений Макси́мович Примако́в; 29 de outubro de 1929 - 26 de junho de 2015) foi um político e diplomata que serviu como Primeiro-Ministro da Rússia de 1998 a 1999. Também foi Ministro das Relações Exteriores, Presidente do Soviete Supremo da União Soviética e chefe do Serviço de Inteligência Estrangeiro. Primakóv foi um acadêmico arabista e membro do Presidium da Academia de Ciências da Rússia.

## Início da vida
Ievguêni Maksímovitch Primakóv nasceu em Kiev na República Socialista Soviética da Ucrânia e cresceu em Tiblíssi (RSS da Geórgia). Seus pais eram judeus e o nome da família era originalmente "Finkelstein", mas mais tarde foi alterado para "Primakóv". Seu pai, de acordo com a maioria dos registros, foi enviado para os gulags durante os expurgos stalinistas. Sua mãe era Anna Iakovlêvna Primakova, que trabalhava como obstetra e prima do famoso fisiologista Iakov Kirshenblat. Ele foi educado no Instituto de Estudos Orientais de Moscou, graduando-se em 1953, e fez pós-graduação na Universidade Estatal de Moscou. De 1956 a 1970, trabalhou como jornalista para a rádio soviética e como correspondente do Oriente Médio para o jornal Pravda. Durante esse tempo, ele foi enviado frequentemente em missões de inteligência para o Oriente Médio e os Estados Unidos como cooptado da KGB sob o codinome MAKSIM.

## Início da carreira política
Como pesquisador sênior do Instituto de Economia Mundial e Relações Internacionais, Primakóv entrou em 1962 na sociedade científica. De 30 de dezembro de 1970 a 1977, atuou como vice-diretor do Instituto de Economia Mundial e Relações Internacionais da Academia de Ciências da URSS. Nesta função, ele participou das Conferências de Dartmouth. De 1977 a 1985 foi Diretor do Instituto de Estudos Orientais da Academia de Ciências da URSS. Durante este tempo, ele também foi o primeiro vice-presidente do Comitê de Paz Soviético. Em 1985 retornou ao Instituto de Economia Mundial e Relações Internacionais, exercendo o cargo de Diretor até 1989. Primakóv envolveu-se na política em 1989, como presidente do Soviete da União, uma das duas casas do parlamento soviético. De 1990 até 1991 foi membro do Conselho Presidencial da União Soviética do líder soviético Mikhail Gorbachev. Ele serviu como enviado especial de Gorbachev ao Iraque no período que antecedeu a Guerra do Golfo Pérsico, na qual ele manteve conversas com o presidente Saddam Hussein para tentar convencê-lo a retirar as forças iraquianas do Kuwait.

## Chefe de inteligência estrangeira
Após o golpe fracassado de agosto de 1991, Primakóv foi nomeado Primeiro Vice-Presidente da KGB e Diretor da Primeira Diretoria Principal da KGB responsável pela inteligência estrangeira. Após a formação da Federação Russa, Primakóv conduziu a transição da Primeira Diretoria Principal da KGB para o controle do governo da Federação Russa, sob o novo nome de Serviço de Inteligência Estrangeira (SVR). Primakóv preservou o antigo aparato de inteligência estrangeira da KGB sob o novo rótulo SVR e não liderou expurgos de pessoal ou reformas estruturais. Ele atuou como diretor do SVR de 1991 a 1996.

## Ministro das Relações Exteriores
Primakóv serviu como Ministro dos Negócios Estrangeiros de Janeiro de 1996 até Setembro de 1998. Como Ministro dos Negócios Estrangeiros, ganhou respeito no país e no estrangeiro, com a reputação de um forte mas pragmático defensor dos interesses da Rússia  e como um oponente da expansão da OTAN no antigo bloco oriental, embora em 27 de maio de 1997, após cinco meses de negociação com o secretário-geral da OTAN Javier Solana, a Rússia assinou o Ato de Fundação, que é visto como marcando o fim das hostilidades da Guerra Fria. Ele apoiou Slobodan Milošević durante as guerras iugoslavas. Ele também foi um famoso defensor do multilateralismo como uma alternativa à hegemonia global americana após o colapso da URSS e o fim da Guerra Fria. Primakóv pediu uma política externa russa baseada na mediação de baixo custo, enquanto expandia a influência para o Oriente Médio e as ex-repúblicas soviéticas. Chamada de "doutrina Primakóv", a partir de 1999, ele promoveu a Rússia, China e Índia como um "triângulo estratégico" para contrabalançar os Estados Unidos. A medida foi interpretada por alguns observadores como um acordo para lutarmos juntos contra as "revoluções coloridas" na Ásia Central.

## Primeiro Ministro (1998-99)
Depois que a tentativa de Iéltsin de restabelecer Víktor Tchernomýrdin como primeiro-ministro da Rússia foi bloqueada pela Duma do Estado em setembro de 1998, o presidente se voltou para Primakóv como uma figura de compromisso que ele julgou corretamente que seria aceita pela maioria do parlamento. Como primeiro-ministro, Primakóv recebeu crédito por forçar algumas reformas muito difíceis na Rússia; a maioria deles, como a reforma tributária, se tornaram grandes sucessos. Após a colheita de 1998, que foi a pior em 45 anos, juntamente com a queda do rublo, uma das primeiras ações de Primakóv como primeiro-ministro, em outubro de 1998, foi apelar para os Estados Unidos e Canadá por ajuda alimentar, ao mesmo tempo em que apelar à União Europeia para alívio econômico. Embora a oposição de Primakóv ao unilateralismo percebido dos EUA fosse popular entre parte dos russos, também levou a uma ruptura com o Ocidente durante o bombardeio da OTAN à Iugoslávia em 1999 e isolou a Rússia durante os desenvolvimentos subsequentes na ex-Iugoslávia.
Em 24 de março de 1999, Primakóv estava indo para Washington, DC para uma visita oficial. Sobrevoando o Oceano Atlântico, ele soube que a OTAN havia começado a bombardear a Iugoslávia . Primakóv decidiu cancelar a visita, ordenou que o avião voltasse sobre o oceano e retornou a Moscou em uma manobra popularmente apelidada de "Circuito de Primakóv".
Boris Iéltsin demitiu Primakóv em 12 de maio de 1999, ostensivamente devido ao ritmo lento da economia russa. Muitos analistas acreditavam que a demissão de Primakóv refletia o medo de Iéltsin de perder o poder para uma pessoa mais bem-sucedida e popular,  embora fontes próximas a Iéltsin tenham dito na época que o presidente considerava Primakóv muito próximo do Partido Comunista. O próprio Primakóv teria boas chances como candidato à presidência. Ievguêni Primakóv se recusou a demitir ministros comunistas enquanto o Partido Comunista liderava o processo de preparação de um processo de impeachment malsucedido contra o presidente. Em última análise, Iéltsin renunciou no final do ano e foi sucedido por seu último primeiro-ministro, Vladímir Pútin. A demissão de Primakóv foi extremamente impopular entre a população russa: de acordo com uma pesquisa, 81% da população não aprovou a decisão, e mesmo entre os apoiadores do partido liberal pró-ocidental Yabloko, 84% não aprovaram a demissão.

## Adjunto e representante especial
Antes da renúncia de Iéltsin, Primakóv apoiou a facção eleitoral Pátria - Toda a Rússia, que na época era o principal oponente da Unidade pró-Putin e lançou sua candidatura presidencial. Inicialmente considerado o homem a ser batido, Primakóv foi rapidamente ultrapassado pelas facções leais ao primeiro-ministro Pútin nas eleições da Duma de dezembro de 1999. Primakóv abandonou oficialmente a corrida presidencial em seu discurso de TV em 4 de fevereiro de 2000 menos de dois meses antes das eleições presidenciais de 26 de março. Logo ele se tornou um conselheiro de Pútin e um aliado político. Em 14 de dezembro de 2001, Primakóv tornou-se presidente da Câmara Russa de Comércio e Indústria, cargo que ocupou até 2011.
Em fevereiro e março de 2003, ele visitou o Iraque e conversou com o presidente iraquiano Saddam Hussein, como representante especial do presidente Putin. Ele levou a Bagdá uma mensagem de Putin pedindo que Saddam renunciasse voluntariamente. Ele tentou impedir a invasão do Iraque liderada pelos EUA em 2003, um movimento que recebeu algum apoio de várias nações que se opunham à guerra. Primakóv sugeriu que Saddam deve entregar todas as armas de destruição em massa do Iraque às Nações Unidas, entre outras coisas. No entanto, o líder iraquiano disse a Primakóv que estava confiante de que nenhum dano lhe aconteceria pessoalmente - uma crença que mais tarde se provou incorreta. Primakóv mais tarde afirmou que a execução de Saddam em 2006 foi apressada para impedi-lo de revelar informações sobre as relações Iraque-EUA que poderiam constranger o governo americano. Em novembro de 2004, Primakóv testemunhou em defesa do ex-presidente iugoslavo Slobodan Milošević, em julgamento por crimes de guerra. Ele já havia liderado uma delegação russa que se encontrou com Milošević durante o bombardeio da OTAN à Iugoslávia em 1999. Primakóv deixou o cargo de Presidente da Câmara de Comércio e Indústria Russa em 4 de março de 2011.

## Vida acadêmica
Desde 1988, Primakóv foi o secretário acadêmico da Divisão de Economia Mundial e Relações Internacionais, diretor do Instituto de Economia Mundial e Relações Internacionais e membro do Presidium da Academia de Ciências da URSS. Em 26 de maio de 2008, Primakóv foi eleito membro do Presidium da Academia Russa de Ciências. Em 2009, a Universidade de Niš, Sérvia concedeu a Primakóv um doutorado honorário. Em homenagem a Primakóv em 2015 começou o Primakóv Readings - a cúpula internacional anual destinada a promover o diálogo sobre as tendências globais atuais na economia mundial, política internacional e segurança entre especialistas de alto escalão, diplomatas e tomadores de decisão de todo o globo, organizado pelo Instituto de Economia Mundial e Relações Internacionais e realizada em Moscou.

## Morte
Primakóv morreu em Moscou em 26 de junho de 2015, aos 85 anos, após doença prolongada (câncer de fígado). Ele foi enterrado com honras militares no Cemitério Novodevichy.

## Prêmios
- Ordem de Mérito da Pátria 1ª Classe (2009)
- Ordem de Mérito da Pátria 2ª Classe (1998)
- Ordem do Mérito da Pátria 3ª Classe (1995)
- Medalha "Em Comemoração do 850º Aniversário de Moscou" (1997)
- Ordem de Honra (2004)
- Ordem de Lenin (1986)
- Ordem do Distintivo de Honra (1985)
- Ordem da Amizade dos Povos (1979)
- Ordem da Bandeira Vermelha do Trabalho (1975)
- Medalha "Veterano do Trabalho" (1974)
- Ordem da Amizade (Tajiquistão, 1999)
- Ordem de Yaroslav I, o Sábio 5ª Classe (Ucrânia, 2004)
- Ordem de Danaker (Quirguistão) (2005)
- Ordem da Amizade dos Povos (Bielorrússia , 2005)
- Ordem de Dostyk 1ª Classe (Cazaquistão, 2007)
- Ordem da República 1ª Classe (Transnístria, 2009)
- Medalha da Independência (Cazaquistão, 2012)
- Ordem de Jerusalém 1ª Classe (Autoridade Nacional Palestina, 2014)
- Prêmio Demidov (2012)
- Destinatário do Prêmio do Estado da URSS (1980)
- Destinatário do Prêmio Nasser (1974)
- Destinatário do Prêmio Avicena (1983)
- Destinatário do Prêmio George F. Kennan (1990)
- Recebeu o Prêmio Hugo Grotius pela enorme contribuição ao desenvolvimento do direito internacional e pela criação de uma doutrina mundial multipolar (2000).[1]

## Escritos: grandes livros
- 1979: Anatomia do conflito no Oriente Médio
- 2003 : Um Mundo Desafiado : Combate ao Terrorismo no Século XXI
- 2004 : Encruzilhada Russa : Rumo ao Novo Milênio
- 2009 : Rússia e os árabes : Bastidores no Oriente Médio da Guerra Fria ao Presente
- 2014: Encontros na encruzilhada[1]